# Intento de golpe de Estado en Níger de 2021
El intento de golpe de Estado de Níger de 2021 ocurrió el 31 de marzo alrededor de las 2 a. m. (UTC). Fue protagonizado por elementos dentro de las fuerzas armadas y se atribuyó a una unidad de la Fuerza Aérea con sede en la zona del aeropuerto de Niamey. El presunto líder de la trama era el capitán Sani Saley Gourouza, quien estaba a cargo de la seguridad en la base de la unidad. Después de que se frustró el intento de golpe, los perpetradores fueron arrestados.

## Contexto
El intento de golpe se produjo mientras Níger estaba sumido en la Guerra del Sahel, con un marcado terrorismo y violencia interétnica, recibiendo los países del Sahel la ayuda de Francia contra los terroristas a través de la Operación Barkhane. En particular, hubo la masacre en Tilia, donde grupos yihadistas causaron 137 muertos en un pueblo en el oeste de Níger, poco más de una semana antes del golpe. Además, el golpe de Estado se produce durante una transición pacífica entre dos presidentes elegidos democráticamente, un contexto sin precedentes en Níger. La juramentación del nuevo presidente Mohamed Bazoum se produciría dos días después del intento de golpe. Sin embargo, el derrotado opositor y expresidente Mahamane Ousmane impugnó los resultados de las elecciones y presentó un recurso de apelación ante el Tribunal Constitucional, que fue rechazado. En 2020, un golpe de Estado derrocó al gobierno del presidente maliense Ibrahim Boubacar Keïta.

## Eventos
Según Cyril Payen de France 24, "se escucharon disparos de armas pesadas durante media hora en el área del palacio presidencial. Pero la Guardia Presidencial repelió este ataque y la situación parece estar bajo control", y el ruido de los combates despertó a los lugareños alrededor de las 3 a. m. (hora local). La mayoría de los perpetradores fueron arrestados por el gobierno, pero algunos, incluido el líder del golpe Sani Saley Gourouza, siguen prófugos.

## Reacciones
El presidente de Nigeria, Muhammadu Buhari, describió el acto como "ingenuo y anticuado". El presidente de la Unión Africana y la Comunidad Económica de los Estados de África Occidental condenaron el intento de golpe, un sentimiento del que también se hicieron eco otros países africanos, incluidos Chad y Argelia.